# Antonio Carafa (marchese di Montebello)

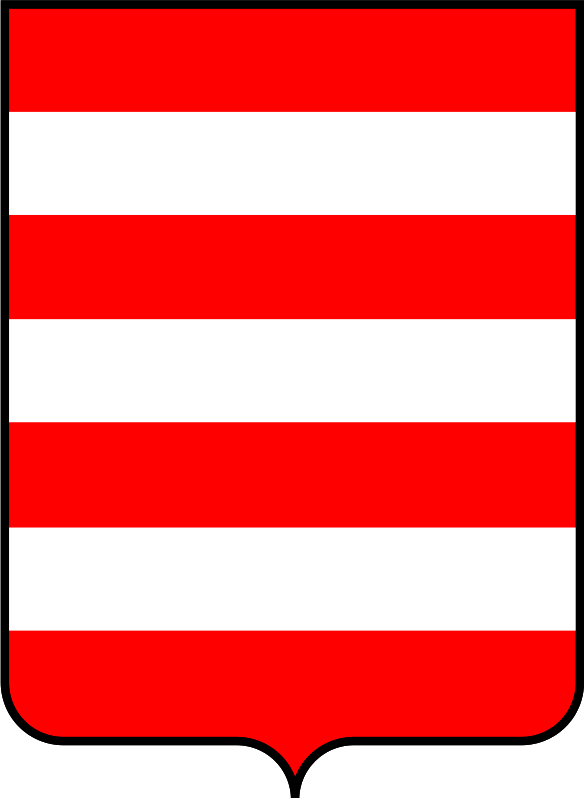
Stemma dei Carafa

Antonio Carafa (ante 1517 – 1588) è stato un militare italiano, nipote di papa Paolo IV, che nel 1556 divenne governatore generale delle armate della Chiesa e marchese di Montebello.

## Biografia
Secondogenito di Giovanni Alfonso Carafa, conte di Montorio, e di Caterina Cantelmo, nato probabilmente a Napoli, Antonio Carafa era parente di Giovanni Pietro Carafa, divenuto papa con il nome di Paolo IV nel 1555. Subito dopo l'ascesa al papato dello zio, Antonio venne chiamato a Roma assieme ai suoi fratelli: Giovanni, il fratello maggiore, e Carlo il fratello minore. Giudicato il meno intelligente dei tre, quel 1555, mentre il primogenito Giovanni fu nominato Capitano generale della Chiesa e duca di Paliano e il terzogenito Carlo fu nominato cardinale, Antonio ottenne il comando dell'esercito pontificio (31 agosto 1555); tuttavia suo figlio Alfonso fu molto caro al papa, e sarà eletto cardinale in giovanissima età (15 marzo 1557).
I nipoti Carafa tentarono di cambiare la politica estera dello stato pontificio spingendo il papa a stringere un'alleanza con Enrico II di Francia contro la Spagna di Carlo V (15 dicembre 1555). In realtà, unico dei tre fratelli, Antonio Carafa rimase filo-spagnolo ed, essendo impulsivo, manifestava i propri sentimenti di ostilità agli alleati Francesi, tanto più inopportunamente in quanto il 21 giugno 1556 Antonio Carafa venne nominato addirittura Capitano generale della Chiesa in sostituzione del fratello Giovanni, e sei giorni dopo ottenne il titolo di marchese di Montebello espugnato dai Pontifici. In seguito a un diverbio sorto con il duca di Guisa, capo dell'armata francese in Italia, a proposito del fallimento dell'assedio di Civitella, Antonio Carafa abbandonò l'esercito e ritornò a Roma. Dopo la Battaglia di San Quintino, nella quale i francesi furono sconfitti dagli spagnoli comandati da Emanuele Filiberto, anche Antonio prese parte con i fratelli alle trattative col duca d'Alba che portarono alla Pace di Cave; avendo manifestato simpatie per la Spagna, godeva di un certo favore presso i vincitori e ottenne da Filippo II nuovi feudi per la famiglia.
Durante questi intrighi, il 27 gennaio 1559 lo zio papa destituì gli indegni nipoti obbligandoli a lasciare Roma. Antonio si stabilì con la famiglia a Montebello; chiese invano la protezione a Filippo II di Spagna anche contro i fratelli. Dopo la morte di Paolo IV i tre fratelli Carafa si prodigarono a favore del cardinale Giovan Angelo de' Medici il quale fu eletto papa col nome di Pio IV, ma una volta eletto fece imprigionare Carlo, Giovanni e Alfonso Carafa; Antonio Carafa si salvò perché in quel periodo si trovava a Napoli. La morte prematura dei figli maschi determinò un cambiamento della sua personalità: si diede a condurre una vita devota, dedicandosi ad opere pie.

## Discendenza
Antonio sposò in prime nozze Brianna Beltrame e in seconde Laura Brancaccio ed ebbe tre figli:
- Alfonso (1540-1565), cardinale, premorto al padre
- Agnese, monaca
- Costanza, monaca

## Ascendenza
|                                            |   |                                                    | Genitori                                  |  |  | Nonni |  |  | Bisnonni                             |  |  | Trisnonni                                          |  |
|                                            |   |                                                    |                                           |  |  |       |  |  | Diomede I Carafa, conte di Maddaloni |  |  | Antonio "Malizia" Carafa, signore di Pescolanciano |  |
|                                            |   |                                                    |                                           |  |  |       |  |  | Diomede I Carafa, conte di Maddaloni |  |  | Antonio "Malizia" Carafa, signore di Pescolanciano |  |
|                                            |   | Caterina Farfalla                                  |                                           |  |  |       |  |  | Diomede I Carafa, conte di Maddaloni |  |  |                                                    |  |
| Giovanni Antonio Carafa, conte di Montorio |   |                                                    |                                           |  |  |       |  |  | Diomede I Carafa, conte di Maddaloni |  |  |                                                    |  |
|                                            |   | Maria Caracciolo, signora di Casalduni e Ferrarisi | Paolo Caracciolo                          |  |  |       |  |  |                                      |  |  |                                                    |  |
|                                            |   | Maria Caracciolo, signora di Casalduni e Ferrarisi | Paolo Caracciolo                          |  |  |       |  |  |                                      |  |  |                                                    |  |
|                                            |   | Maria Caracciolo, signora di Casalduni e Ferrarisi | Francesca Caracciolo                      |  |  |       |  |  |                                      |  |  |                                                    |  |
| Giovanni Alfonso Carafa, conte di Montorio |   | Maria Caracciolo, signora di Casalduni e Ferrarisi |                                           |  |  |       |  |  |                                      |  |  |                                                    |  |
|                                            |   | Pietro Lalle Camponeschi, conte di Montorio        | Aloisio II Camponeschi, conte di Montorio |  |  |       |  |  |                                      |  |  |                                                    |  |
|                                            |   | Pietro Lalle Camponeschi, conte di Montorio        | Aloisio II Camponeschi, conte di Montorio |  |  |       |  |  |                                      |  |  |                                                    |  |
|                                            |   | Pietro Lalle Camponeschi, conte di Montorio        | Angiolella Marzano                        |  |  |       |  |  |                                      |  |  |                                                    |  |
| Vittoria Camponeschi                       |   | Pietro Lalle Camponeschi, conte di Montorio        |                                           |  |  |       |  |  |                                      |  |  |                                                    |  |
|                                            |   | Maria Pereira y Noroña                             | Rui Vaz Pereira                           |  |  |       |  |  |                                      |  |  |                                                    |  |
|                                            |   | Maria Pereira y Noroña                             | Rui Vaz Pereira                           |  |  |       |  |  |                                      |  |  |                                                    |  |
|                                            |   | Maria Pereira y Noroña                             | Beatriz de Noroña                         |  |  |       |  |  |                                      |  |  |                                                    |  |
| Antonio Carafa, marchese di Montebello     |   | Maria Pereira y Noroña                             |                                           |  |  |       |  |  |                                      |  |  |                                                    |  |
|                                            | … | …                                                  |                                           |  |  |       |  |  |                                      |  |  |                                                    |  |
|                                            | … | …                                                  |                                           |  |  |       |  |  |                                      |  |  |                                                    |  |
|                                            | … | …                                                  |                                           |  |  |       |  |  |                                      |  |  |                                                    |  |
| …                                          | … |                                                    |                                           |  |  |       |  |  |                                      |  |  |                                                    |  |
|                                            |   | …                                                  | …                                         |  |  |       |  |  |                                      |  |  |                                                    |  |
|                                            |   | …                                                  | …                                         |  |  |       |  |  |                                      |  |  |                                                    |  |
|                                            |   | …                                                  | …                                         |  |  |       |  |  |                                      |  |  |                                                    |  |
| Caterina Cantelmo                          |   | …                                                  |                                           |  |  |       |  |  |                                      |  |  |                                                    |  |
|                                            |   | …                                                  | …                                         |  |  |       |  |  |                                      |  |  |                                                    |  |
|                                            |   | …                                                  | …                                         |  |  |       |  |  |                                      |  |  |                                                    |  |
|                                            |   | …                                                  | …                                         |  |  |       |  |  |                                      |  |  |                                                    |  |
| …                                          |   | …                                                  |                                           |  |  |       |  |  |                                      |  |  |                                                    |  |
|                                            |   | …                                                  | …                                         |  |  |       |  |  |                                      |  |  |                                                    |  |
|                                            |   | …                                                  | …                                         |  |  |       |  |  |                                      |  |  |                                                    |  |
|                                            |   | …                                                  | …                                         |  |  |       |  |  |                                      |  |  |                                                    |  |
|                                            |   | …                                                  |                                           |  |  |       |  |  |                                      |  |  |                                                    |  |